# Canular
 (janvier 2021).

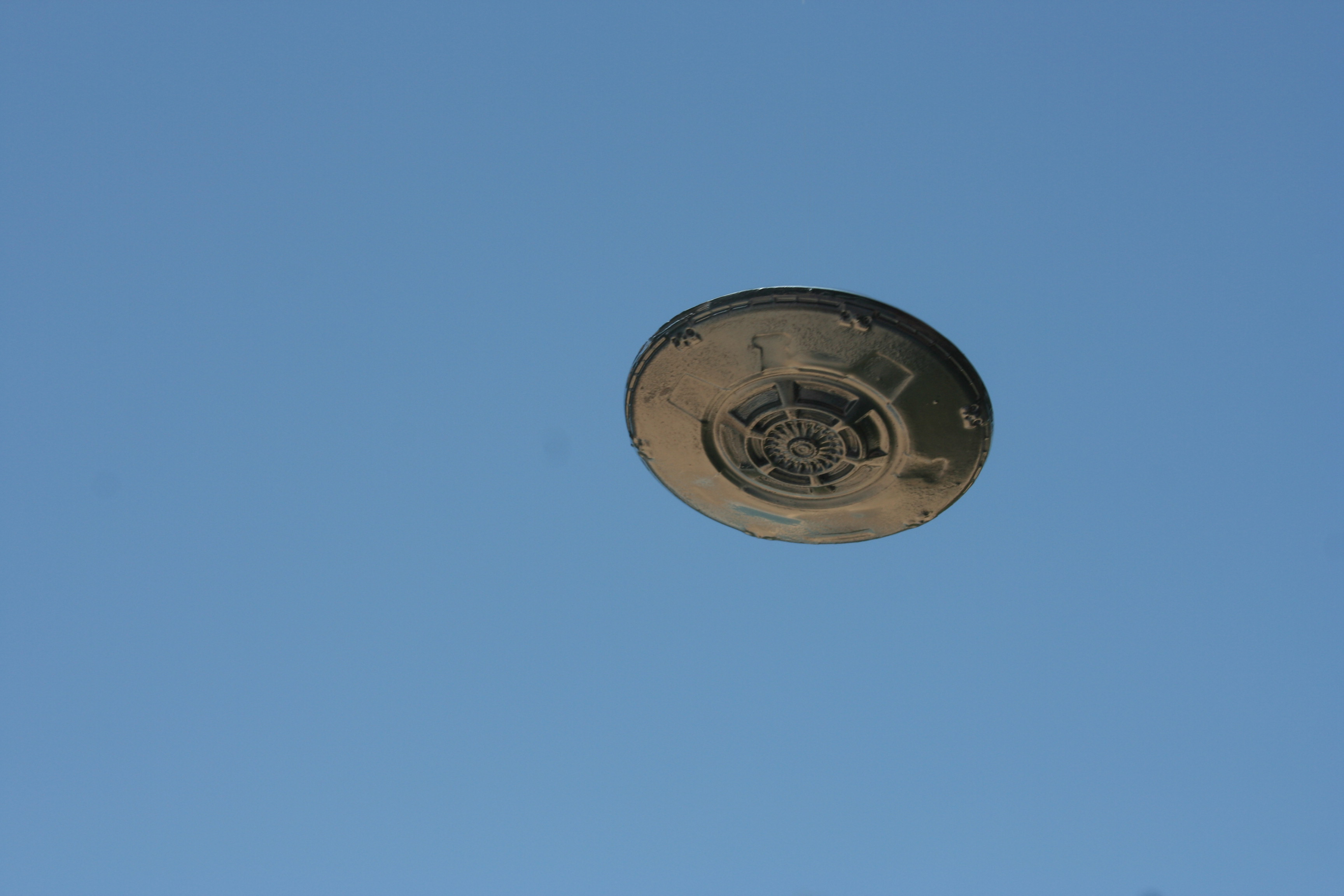
Photographie d'un faux ovni (en fait une maquette suspendue à un fil à pêche).

Un canular est une forme d'imposture d'ordre comique perpétrée dans l'intention de tromper ou de faire réagir celui qui en est la cible. Sa forme peut être une nouvelle fantaisiste, une farce, une blague ou une action, un propos qui a pour but d'abuser de la crédulité de quelqu'un.
Certains artistes et publicitaires utilisent le canular comme moyen de promotion ou d'expression, exploitant la charge affective liée à la fausse nouvelle, qui se répand alors comme une rumeur, et attire les crédules ou les curieux en attisant leurs émotions.
Certains canulars peuvent fort bien ne pas être considérés comme tels par ceux qui les prennent au sérieux : adeptes de « l'holmésologie » (vouée à l'étude du personnage de fiction Sherlock Holmes), habitués des prédictions de Nostradamus, victimes de l'affaire des avions renifleurs, ou certains créateurs du Prieuré de Sion, monté pourtant par de faux documents dans les années 1960 et qui inspira à l'écrivain Dan Brown le roman Da Vinci Code.
La diffusion de fausses informations de nature à porter atteinte à l'honneur d'une personne ou d'un groupe s'apparente à de la diffamation, sanctionnée pénalement. Certaines escroqueries se rapprochent du canular par leur énormité ; ainsi, en 1925, Victor Lustig fit croire à la mise en vente de la tour Eiffel pour toucher des commissions.

## Définition et étymologie

### Définition
Selon le dictionnaire Larousse, le mot « canular » définit « une action, un propos qui a pour but d'abuser de la crédulité de quelqu'un ». Le CNRTL définit ce mot par les termes équivalents de blague, farce et le terme de « nouvelle fantaisiste ».
Si en anglais le terme « hoax » est la traduction exacte du mot français, ce mot, utilisé en français, désigne un canular informatique.

### Étymologie
Le mot vient probablement du latin canula « petit roseau », à l'origine du terme médical canule, qui désigne un petit tuyau servant à introduire un liquide dans le corps, généralement par l'anus. Il a donné le verbe canuler, qui signifie « importuner, ennuyer ».
À la fin du XIXe siècle, les élèves de l'École normale supérieure forgent à partir de ce verbe le pseudo-mot latin canularium, désignant une farce jouée aux dépens de quelqu'un, une sorte de bizutage intellectuel. Au début du XXe siècle, le mot est attesté dans l'argot normalien sous la forme abrégée canular. Depuis il est entré dans la langue courante.

## Exemples de canulars

### Farces et blagues

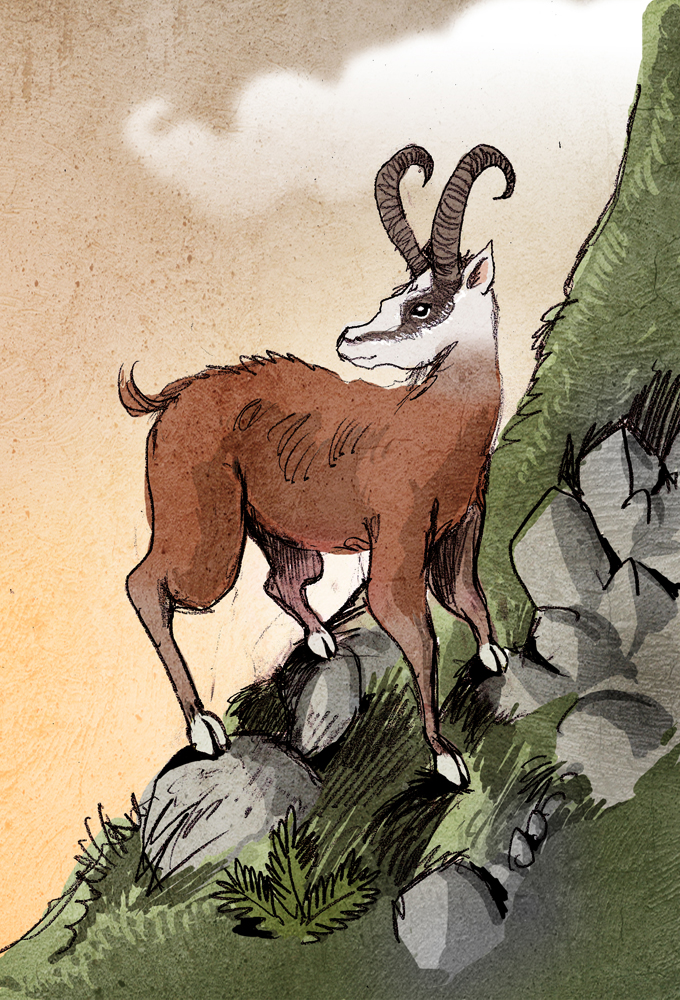
Un dahu.

- Le dahu, un animal imaginaire proche du chamois, mais dont les pattes de gauche sont plus petites que ses pattes de droite, dont la chasse était organisée dans certaines communautés villageoises aux dépens des naïfs et des visiteurs de passage.
- En 1913, dans une compétition imitée de celle qui élisait un Prince des poètes, Jules Romains fit élire au titre de « Prince des penseurs » le fou littéraire Jean-Pierre Brisset ; cette élection a encore été commémorée en 2013[6].
- La Caméra invisible, créée par Jacques Rouland et Pierre Bellemare.
- Les blagues téléphoniques de Francis Blanche.
- En 2004, le magazine internet Xbox Mag commenta la sortie repoussée du jeu Dead or Alive en disant ironiquement que « la nouvelle a provoqué un drame au pays du soleil levant : 147 otakus se sont suicidés en gobant des poches de silicone pour protester contre ce report de la part de Tecmo » (le silicone fait allusion aux seins des héroïnes du jeu). « L'information » fut utilisée par le journal Libération, puis dans le journal télévisé de France 2 ; les deux médias présentèrent ensuite des démentis[7].
- En 1995, un groupe de personnes dont Frédéric Pagès créent le philosophe imaginaire Jean-Baptiste Botul et publient plusieurs livres censés être écrits par lui. Plusieurs personnes dont Bernard-Henri Lévy ont cru à ce canular.

### Impostures

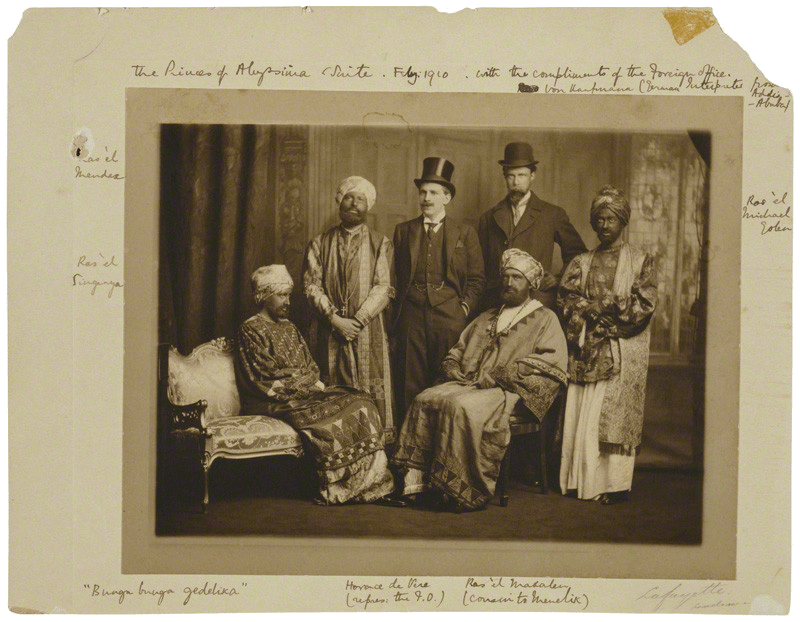
Les participants au canular du Dreadnought.

- En 1906, à Köpenick (aujourd'hui un quartier de Berlin), le cordonnier Wilhelm Voigt s'habilla en capitaine du 1er régiment à pied de la Garde et subjugua toute l'administration locale en se faisant remettre l'argent contenu dans la caisse de la mairie. Le canular dura une journée, jusqu'à ce que le commandant de la garnison découvre que le maire était aux arrêts. L'histoire reste célèbre en Allemagne (et a donné le mot Köpenickiade), car elle montre que l'uniforme fascine bien des gens[8].
- En 1910, lors du canular du Dreadnought, la romancière Virginia Woolf et quelques amis se déguisèrent en princes d'Abyssinie afin de visiter le navire amiral de la Royal Navy.
- En 1910, la toile Et le soleil s'endormit sur l'Adriatique fut présentée comme l'œuvre du peintre Boronali, par l'écrivain et journaliste Roland Dorgelès, avec la complicité de « rapins » peintres Montmartrois et du père Frédé, tenancier du cabaret « le Lapin à Gill » alors qu'il s'agissait d'une peinture réalisée par un âne avec un pinceau attaché à la queue[9] (Boronali est l'anagramme d'Aliboron, nom donné à l'animal dans Les Voleurs et l'âne, une des fables de La Fontaine).
- En décembre 1977, l'étudiant en droit Didier Piganeau se fit inviter au sacre de Bokassa Ier à Bangui, en Centrafrique. Didier 1er était censé régner sur le royaume de Basoche, à Poitiers, comprenant quelques bistrots et de franches rigolades[10].
- En septembre 2005, l'imitateur Gérald Dahan se fit passer pour Jacques Chirac, alors président de la République française, et demanda à Raymond Domenech et Zinédine Zidane de mettre la main sur le cœur lors de La Marseillaise précédant le match France–Irlande[11].

### Militantisme

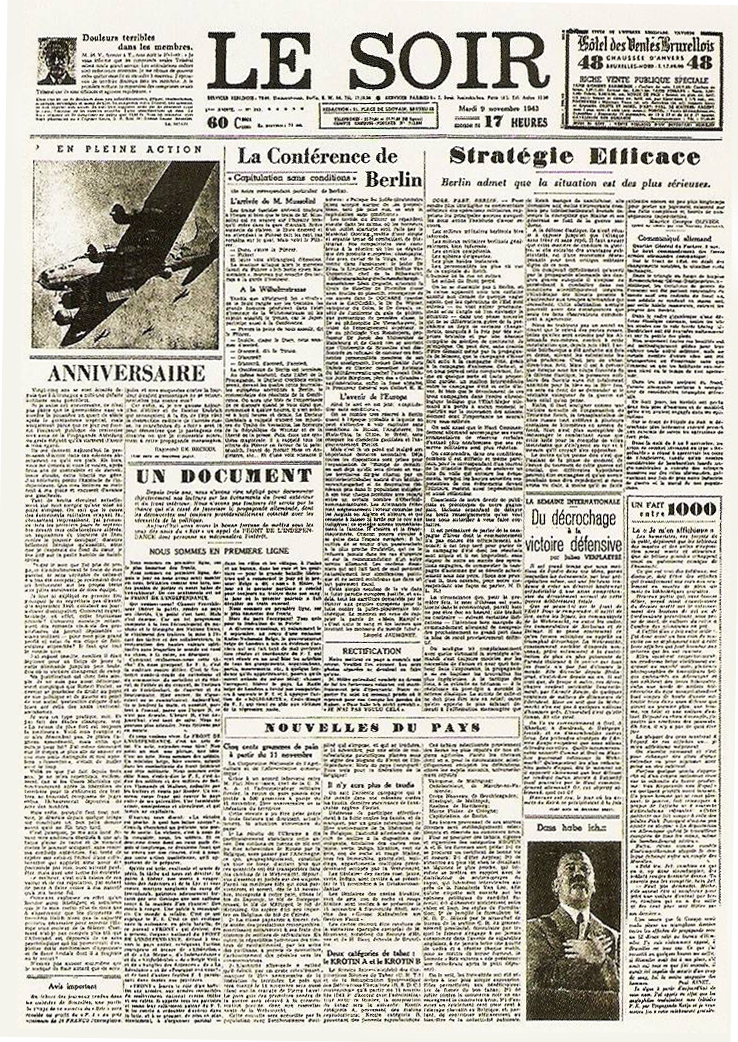
Le faux Soir du 9 novembre 1943.

- En 1929, des députés de gauche reçurent un appel leur demandant d'intervenir en faveur des malheureux Poldèves opprimés. La lettre était signée : Lineczi, Stantoff, Lamidaëff ; derrière ces patronymes à consonance slave, on pouvait lire « l'inexistant » et « l'ami d'AF » (l'Action française). Si ce canular avait pour but de ridiculiser la représentation républicaine, et la gauche anticléricale notamment, Alain Mellet reconnait que « la pêche eût été aussi poissonneuse dans les rangs de la droite républicaine. »
- Pendant la Seconde Guerre mondiale, des résistants belges préparèrent une édition pirate du quotidien Le Soir, qui rendait compte des retraites de l'armée allemande, magnifiait l'aviation alliée, et faisait prononcer à Hitler la phrase désabusée attribuée à l'empereur d'Allemagne « Je n'ai pas voulu cela ». Rapidement, l'occupant s'efforça de confisquer les exemplaires du « faux Soir » ; la Gestapo finit par identifier les auteurs du canular, qui furent condamnés à mort ou envoyés dans des camps dont ils ne revinrent pas[12].
- Depuis le début des années 2000, The Yes Men piègent organismes internationaux, entreprises, et hommes politiques pour dénoncer le libéralisme par la caricature[13].

### Mystifications
- Le premier canular journalistique est daté du 25 août 1835. Des journalistes du New York Sun racontent en plusieurs épisodes l'invasion de la lune par des hommes chauves-souris. Six articles relatent cette expédition lunaire découverte grâce au télescope de John Herschel. Toute la presse américaine suit et multiplie les révélations plus imaginatives les unes que les autres jusqu'au 16 septembre 1835 où la supercherie est révélée[14].
- À la suite de l'invention du téléphone par Graham Bell (1876) apparaissent, à partir de 1877 et jusqu'aux années 1910, une douzaine de canulars, souvent avec une circulation internationale, annonçant la mise au point d'appareil permettant la vision à distance par l'électricité, grâce à des appareils aux noms fantaisistes (électroscope, electroscope, téléphonoscope, diaphote, dioscope, téléphote, photoscope, electrophonsocope, spectographe, etc.). Certains de ces canulars ont conduit des inventeurs tels qu'Edison ou Graham Bell à faire des déclarations pour mettre en garde contre ces annonces fantaisistes[15].
- En 1891, Louis Baudry de Saunier introduit, dans son Histoire générale de la vélocipédie, une « machine à courir », le célérifère, censément inventé en 1790 par un Français, et qu’il présente comme l’ancêtre de la draisienne, laquelle a été réellement inventée par un Allemand en 1817. Des musées fabriqueront des copies du célérifère afin de les exposer, se basant sur les plans fictifs conçus par Louis de Saunier. La supercherie ne sera découverte que dans la deuxième moitié du XXe siècle.
- En 1913, des députés furent priés de célébrer le centenaire d'Hégésippe Simon, respectable « éducateur de la démocratie », mais personnage parfaitement imaginaire. Une cérémonie devant avoir lieu dans le village de Poil (Nièvre), certains s'excusèrent de ne pouvoir « être à Poil » ce jour-là.
- En 1948, le biochimiste et écrivain de science-fiction Isaac Asimov publia un article sur les « propriétés endochroniques de la thiotimoline resublimée », produit imaginaire aux propriétés loufoques.
- En 1952, les Cahiers de Le Golif, dit Borgnefesse, capitaine de la flibuste, publiés par Gustave Alaux, furent présentés par Albert t'Serstevens[16] comme étant les authentiques mémoires d'un capitaine de la flibuste, découverts dans une vieille malle à la suite des bombardements de Saint-Malo en 1944. Cette œuvre de fiction est si réussie que Patrick Poivre d'Arvor cite l'ouvrage dans la bibliographie de son livre Pirates et Corsaires[réf. souhaitée].
- En 1953, le directeur de la compagnie des Bateaux-Mouche parisiens lança un canular publicitaire avec l'aide du journaliste Robert Escarpit en inventant un certain Jean-Sébastien Mouche (supposé inventeur des bateaux éponymes et collaborateur du Baron Haussmann). Une pléiade de personnalités, du monde de la scène, des arts, des lettres et de la politique (dont Edouard Herriot) fut conviée à une croisière inaugurale avec orchestre et buffet au champagne lors de laquelle on dévoila solennellement un buste de bronze (chiné au marché aux puces) supposé représenter le personnage en question[17]. La date de cette cérémonie n'avait pas été choisie au hasard : c'était un premier avril, ce qui ne fut guère remarqué par les invités.

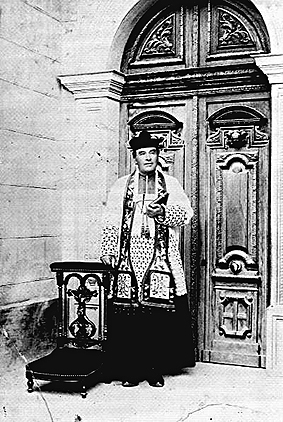
L'abbé Béranger Saunière pose devant le porche de l'église de Rennes-le-Château. Celui-ci est indirectement à l'origine de plusieurs mystifications ayant pour base un hypothétique « trésor »

- Durant les années 1950, le restaurateur Noël Corbu transforme la villa Bethania, ancienne possession de l'abbé Bérenger Saunière, en hôtel-restaurant sous le nom d’hôtel de la Tour. Afin d'attirer un maximum de touristes, il décide d'embellir la légende de l'enrichissement de Saunière, grâce à l'entremise du journaliste régional André Salomon. Ce dernier publie plusieurs articles dans son quotidien La Dépêche du Midi durant le mois de janvier 1956. Titré « La fabuleuse découverte du curé aux milliards. M. Noël Corbu connaît-il la cachette du trésor de l'abbé Saunière qui s'élève à 50 milliards ? », c'est le point de départ d'une mystification qui entraînera des recherches, des supputations, des théories, des essais, sans le moindre fondement et se basant en fait sur une probable histoire de simonie[18],[19],[20].
- Entre 1964 et 1967, les Dossiers secrets d'Henri Lobineau sont une série de documents dactylographiés, élaborés par le français Pierre Plantard et son ami Philippe de Chérisey puis déposés à la Bibliothèque nationale de France sous la forme d’un don anonyme. Ces documents seraient des « preuves inventées par les auteurs dans le but de mettre en place une monarchie française dirigée par un descendant des rois Mérovingiens ». Ces faux documents sont enregistrés et sont datés de 1975 dans le fichier central de la BN[21]. En 1993, Pierre Plantard finit par avouer toute son imposture à la justice française dans le cadre d'une enquête parallèle (lié à la mort de Roger-Patrice Pelat, ancien ami de François Mitterrand). Celui-ci est interrogé à propos de plusieurs documents retrouvés chez lui le présentant comme étant le « vrai Roi de France ». Après un interrogatoire soutenu, Pierre Plantard reconnaît son imposture, et reçoit, selon un article de presse publié à l'époque, un « avertissement sévère ». Cette affaire est également liée au trésor mythique de Rennes-le-Château, citée auparavant[22]. En 2003, l'écrivain américain Dan Brown utilise, en grande partie, les fausses révélations de ces documents pour s'en servir comme trame à son roman de fiction dénommé Da Vinci Code.
- En 1969, Mike McGrady, éditorialiste à Newsday, publie un canular littéraire nommé Naked Came the Stranger, volontairement mal écrit, mais qui rencontre un énorme succès jusqu'à faire partie de la Liste des best-sellers du New York Times.
- En 1981, alors que la mode sportive de la planche à voile battait son plein et que le Baron Bich, propriétaire de la firme Dufour/Bic Sport, avait fait casser en justice les brevets américains de la firme Windsurfer de Hoyle Schweitzer en prouvant une invention antérieure d'un inventeur anglais oublié (Peter Chilvers), le journaliste Daniel Allisy de la revue Voile et Voiliers monta un canular pour démontrer que la planche à voile avait été inventée en... 1913 par un de ses lointains ancêtres (mort au combat en 14-18), un certain Martin d'Estraux (le nom est celui d'une petite commune du nivernais). Techniquement, le canular était très élaboré : réalisation d'une planche à voile en lattes d'acajou par un fabricant de canoës, gréement en bambou de style ancien (gréement Houari), photos « en costume d'époque » (canotiers à la Maupassant en maillot rayé et belles canotières à grands chapeaux de paille,) avec des images en couleurs un peu passées singeant le procédé « autochrome » du début du XXe siècle. Certains ouvrages de référence donnent encore 1913 pour la date d'invention de la planche à voile (supposée avoir été baptisée « Le Vélivole » par son inventeur fictif)[23].
- En 1996, le physicien Alan Sokal publia dans la revue Social Text l'article Transgressing the Boundaries: Toward a Transformative Hermeneutics of Quantum Gravity, destiné à faire apparaître un manque de sérieux dans la vérification des articles soumis[24].
- En octobre 2006, Canal+ diffusa un documentaire consacré à un chanteur fictif : Que reste-t-il de Chris Conty ? L'opération fut étayée par une biographie inventée de toutes pièces, des témoignages de personnes connues, des sites web[25], et des médias complices du canular.
- Le 13 décembre 2006, à une heure de grande écoute, la RTBF annonça, au cours de l'émission Bye Bye Belgium, que la Flandre avait fait sécession et que la Belgique n'existait plus.

### Faux et escroqueries
- En 1861, le faussaire Vrain-Lucas vendit au mathématicien Michel Chasles des prétendues correspondances entre Pascal et Newton, Vercingétorix et Jules César, Jésus et Marie-Madeleine[26].
- Vers 1925, un escroc tchèque nommé Victor Lustig lit un article exposant les difficultés de l'État à entretenir la tour Eiffel tira partie d'une polémique par voie de presse sur le devenir de la : prévue pour démontrer les possibilités de la construction métallique lors de l'exposition universelle de 1889 (construction d'ailleurs polémique, beaucoup d'intellectuels traditionalistes ayant décrié l'« odieuse colonne de tôle boulonnée »), la tour Eiffel n'était pas encore considérée comme un symbole emblématique de Paris et encore moins classée comme monument historique ; de plus le faible nombre de visiteurs ne permet probablement pas de payer la maintenance. Après le décès de Gustave Eiffel, il était fortement question de la détruire (elle fut finalement sauvée à la suite de l'insistance du Capitaine Gustave Ferrié[réf. nécessaire], un pionnier de la radiotélégraphie militaire). Lustig parvint à convaincre un ferrailleur nommé André Poisson de lui acheter la Tour Eiffel pour une somme inconnue mais probablement coquette. Celui ci ne porta pas plainte, peut-être par crainte du ridicule[27].
- Le 19 mai 2006, le journaliste Amir Taheri publia, dans le National Post, un article où il prétendait que le parlement iranien avait voté une loi obligeant les minorités religieuses, dont les Juifs, à porter un signe distinctif ; le journal canadien publia un démenti le 24 mai 2006[28].